# Knige 'zoltárszke
Knige 'zoltárszke (Knjiga psalmov) je prekmurski prevod knjige psalmov (žoltárov), ki jo je prevedel Aleksander Terplan evangeličanski duhovnik v Puconcih leta 1848. Beseda žoltar je madžarska izposojenka (zsoltár), ki se pojavi tudi v starih kajkavskih besedilih.
Aleksander Terplan je pripravil novo izdajo Nouvega Zákona, ki mu je dodal psalme. Nôvi Zákon in Knige 'zoltárszke so bili natisnjeni v tiskarno Károlya Reicharda v Kisegu (Kőszeg). Celoten naslov: Nôvi zákon ali Testamentom Goszpodna nasega Jezusa Krisztusa. Zdaj oprvics zGrcskoga na sztári Szlovenszki jezik obrnyeni po Küzmics Stevani in Knige 'zoltárszke szlovencsene po Terplán Sándori, püczonszkom farari. Leta 1847 je Terplan izdal drugo knjigo z zgodbami Stare in Nove zaveze Svetega pisma: Dvakrat 52 Bibliszke Historie.
Terplan v svojem prevodu zvesteje sledi izvirniku. Terplanova jezikovna ustvarjalnost je v tvorbi novih izrazov zlasti za pojmovne in druge prekmurščini neznane besede. Jasno, da je Terplan uporabil prevode starih prekmurskih pesmaric (npr. druga martjanska pesmarica), skoraj nič se ni oziral na prekmurski prevod psalmov, ki so bili že natisnjeni v prejšnjih knjigah. Terplan no poznal in ni uporabil durgih slovanskih virov, kakor Küzmič (Dalmatinova biblija, kajkavski prevodi), temveč je samostojno prevedel iz madžarskega in nemškega jezika.
Terplan je v začetku vseh psalmov zapisal naslov vsebine. Dvaindvajsetemu žoltaru, ki ga preberejo ob Velikih petkih, je avtor dal naslov Od Krisztusovoga trplenya i odicsenoszti.
Terplan uporabi madžarski črkopis, dvoglasnike pa označi s črkama ê in ô, ki ju je tvoril Mihael Barla namesto dovglasnikov ej, ou in au. Ti črki sta funkcionirali edino le v prekmurskih evangeličanskih knjigah, ki so ju uporabljali tudi v 20. stoletju. Lahko najdemo še eno značilno črko, ki je ō, ki najavi široki ö.
Jezik, ki ga uporabi Terplan v prevodu Knige 'zoltárszke ima mnogo izposojenih elementov izposojeval iz štajerske slovenščine. Terplan in Jožef Košič sta spoznala knjižno slovenščino skozi Oroslava Cafa, ki je bil slovenski jezikoslovec na Štajerskem. Knige 'zoltárszke so temeljno delo knjižne prekmurščine v 19. stoletju. Janoš Kardoš je poskusil prevesti celo Staro zavezo Svetega Pisma in je prevedel prvih šest knjig Stare zaveze (Moses i Josua).
| CXXIX. 'ZOLTÁR Czérkvi obládnoszt nad nyé nepriátelmi. 1. Peszem v vísisem Korusi. Csesztô szo me sztiszkávali od moje mladoszti mao: tak ercsi Izrael. 2. Krôto szo me sztiszkávali od moje mladoszti mao; dōnok szo me nej premogli. 3. Orácske szo po mojem hrb- ti oráli, ino dúge brázde rezali. 4. Goszpôd je pravicsni: od- szekao je vô'za ti neverni. 5. O, dabi sze oszramôtili, i názdrt zegnali vszi odürjávczi Siona! 6. Dabi grátali, kak tráva na sztréhaj, stera prvle, kak sze poszkübé, poszêhne. 7. Z stero nemore 'znyecz na- puniti prgiscse szvoje, ni ná- rocs szvoji vezács sznopja. 8. Naj ne ercséje mimo idôcsi: Blagoszlov Goszpodna bojdi z vami; blagoszlávlamo vász vu iméni Goszpodna. |

Drugi katoliški avtorji so samostojno poskusili prevesti psalme v prekmurski jezik. V pesmarici Jožefa Pustaja Krcsánszko katholicsanszke cerkvene peszmi je prevedeno 7 psalmov iz Vulgate, ki sta jih prevedla bržda Jožef Borovnjak in Jožef Bagari. Jožef Sakovič je dodal novi Molitveni knigi dodal prevod 6. 31. 37. in 101. psalma. Sakovič je prevedel še 42. in 25. psalm v molitveniku Molite bratje!. Kleklov v svojem molitveniku Hodi k oltarskomi svestvi ima nekaj odlomkov iz psalmov.